# Sergio Sosa
Sergio Candelario Sosa (San Martín, Provincia de Buenos Aires, Argentina; 15 de marzo de 1994) es un futbolista argentino. Juega de delantero y su equipo actual es Club Comunicaciones (Buenos Aires) de la Primera B Metropolitana de Argentina.

## Trayectoria

### Estudiantes
Integró las divisiones inferiores de Estudiantes de Buenos Aires hasta mediados de 2013. Tras una magra campaña del pincha en la temporada 2013-14 y la salida del entonces entrenador. Sosa tuvo más continuidad en la recta final del torneo, con la asunción de Fabián Anselmo, entrenador de inferiores del club. Sosa culminó la temporada siendo titular y anotando 7 goles, siendo el goleador del equipo en la temporada. Entre torneo y Copa Argentina disputó un total de 23 partidos, aunque la mayoría entrando desde el banco de suplentes.
Para el Torneo 2014 de la Primera B, empezó como titular teniendo una destacada participación en las primeras fechas. Por su parte, en la Copa Argentina 2013-14 resultó clave en los partidos ante Vélez Sarsfield, Argentinos Juniors e Instituto de Córdoba, convirtiendo el único gol del partido y dándole la clasificación a su equipo para la siguiente ronda.
Tras su buena temporada, varios clubes de la Primera División del fútbol argentino mostraron interés en contratar al delantero. San Lorenzo y Boca Juniors fueron los primeros equipos en sondearlo a fines de 2014, aunque finalmente las negociaciones no prosperaron. A principios de 2015, Independiente, y Vélez Sarsfield, realizaron sendas negociaciones sin éxito. Finalmente, Estudiantes de La Plata, Colón y Huracán se vieron interesados. Sin embargo, fue Atlético de Rafaela quien se hizo con el jugador al comprar el 25% del pase del mismo.

### Atlético de Rafaela
El 27 de enero de 2015 se oficializó su arribo a Atlético de Rafaela. El 15 de febrero de 2015 debutó en Primera División, cuando a los 26 minutos del segundo tiempo entró desde el banco de suplentes en la derrota de su equipo por 2 a 0 a manos de Argentinos Juniors, válido por la fecha 1 del Campeonato 2015. Debutó como titular en la fecha 6 de mencionado torneo, en el empate ante Rosario Central. Tras no lograr regularidad, en 2016 decidió cambiar de equipo. 

### Los Andes
En febrero de 2016 llegó a Los Andes de la Primera B Nacional. Debutó en la fecha 3 del Campeonato 2016, partido en el cual realizó una gran asistencia que sirvió para la victoria ante Almagro. Convirtió su primer gol con el Milrayitas en la fecha 19, ante Ferro. Al finalizar el torneo, volvió a Atlético de Rafaela, club dueño de su pase.

### Independiente Rivadavia
A principios de 2017, arribó a Independiente Rivadavia, club con que logró mayor continuidad en el tramo final del Torneo Nacional 2016-17, coincidiendo con la remontada del equipo que estuvo a diez puntos de lograr el segundo ascenso a la Primera División, éxito que fue para Chacarita Juniors.

### Acassuso
Luego de su paso por el conjunto mendocino llegó a Acassuso por un año.

### Berazategui
Después que finaliza su contrato, llega a Berazategui en la temporada 18/19 de la Primera C. En el club naranja, disputó 40 partidos y marcó 11 goles, en dos temporadas. 

### Villa Dálmine
En el año 2020, la comisión directiva de Berazategui decidió no renovarle el contrato. Por lo que fichó para Villa Dálmine para disputar la Primera Nacional.

## Estadísticas
Actualizado al último partido disputado el 26 de noviembre de 2023.
| Club                              | Temporada           | Div.                | Liga  | Liga  | Copas nacionales | Copas nacionales | Copas internacionales | Copas internacionales | Total | Total | Prom. |
| Club                              | Temporada           | Div.                | Part. | Goles | Part.            | Goles            | Part.                 | Goles                 | Part. | Goles | Prom. |
| --------------------------------- | ------------------- | ------------------- | ----- | ----- | ---------------- | ---------------- | --------------------- | --------------------- | ----- | ----- | ----- |
| Estudiantes (BA) Argentina        |                     |                     |       |       |                  |                  |                       |                       |       |       |       |
| 2013-14                           | 3.ª                 | 21                  | 7     | 2     | 0                | -                | -                     | 23                    | 7     | 0,30  |       |
| 2014                              | 3.ª                 | 20                  | 10    | 3     | 2                | -                | -                     | 23                    | 12    | 0,52  |       |
| Total                             | Total               | 41                  | 17    | 5     | 2                | -                | -                     | 46                    | 19    | 0,41  |       |
| Atlético de Rafaela Argentina     |                     |                     |       |       |                  |                  |                       |                       |       |       |       |
| 2015                              | 1.ª                 | 8                   | 0     | -     | -                | -                | -                     | 8                     | 0     | 0,00  |       |
| Total                             | Total               | 8                   | 0     | -     | -                | -                | -                     | 8                     | 0     | 0,00  |       |
| Los Andes Argentina               |                     |                     |       |       |                  |                  |                       |                       |       |       |       |
| 2016                              | 2.ª                 | 14                  | 1     | -     | -                | -                | -                     | 14                    | 1     | 0,07  |       |
| Total                             | Total               | 14                  | 1     | -     | -                | -                | -                     | 14                    | 1     | 0,07  |       |
| Independiente Rivadavia Argentina |                     |                     |       |       |                  |                  |                       |                       |       |       |       |
| 2016-17                           | 2.ª                 | 11                  | 0     | 1     | 0                | -                | -                     | 11                    | 0     | 0,00  |       |
| Total                             | Total               | 11                  | 0     | 1     | 0                | -                | -                     | 11                    | 0     | 0,00  |       |
| Acassuso Argentina                |                     |                     |       |       |                  |                  |                       |                       |       |       |       |
| 2017-18                           | 3.ª                 | 15                  | 2     | -     | -                | -                | -                     | 15                    | 2     | 0,13  |       |
| Total                             | Total               | 15                  | 2     | -     | -                | -                | -                     | 15                    | 2     | 0,13  |       |
| Berazategui Argentina             |                     |                     |       |       |                  |                  |                       |                       |       |       |       |
| 2018-19                           | 4.ª                 | 22                  | 3     | -     | -                | -                | -                     | 22                    | 3     | 0,13  |       |
| 2019-20                           | 4.ª                 | 18                  | 8     | -     | -                | -                | -                     | 18                    | 8     | 0,44  |       |
| Total                             | Total               | 40                  | 11    | -     | -                | -                | -                     | 40                    | 11    | 0,28  |       |
| Villa Dálmine Argentina           |                     |                     |       |       |                  |                  |                       |                       |       |       |       |
| 2020                              | 2.ª                 | 8                   | 2     | -     | -                | -                | -                     | 8                     | 2     | 0,13  |       |
| 2021                              | 2.ª                 | 11                  | 0     | -     | -                | -                | -                     | 11                    | 0     | 0,00  |       |
| Total                             | Total               | 19                  | 2     | -     | -                | -                | -                     | 19                    | 2     | 0,11  |       |
| Comunicaciones Argentina          |                     |                     |       |       |                  |                  |                       |                       |       |       |       |
| 2021                              | 3.ª                 | 14                  | 5     | -     | -                | -                | -                     | 14                    | 5     | 0,35  |       |
| 2022                              | 3.ª                 | 27                  | 12    | -     | -                | -                | -                     | 27                    | 12    | 0,44  |       |
| Total                             | Total               | 41                  | 17    | -     | -                | -                | -                     | 41                    | 17    | 0,41  |       |
| Libertad F. C. · Ecuador          | 2023                | 1.ª                 | 10    | 0     | 0                | 0                | -                     | -                     | 10    | 0     | 0,0   |
| Libertad F. C. · Ecuador          | Total               | Total               | 10    | 0     | 0                | 0                | 0                     | 0                     | 10    | 0     | 0,0   |
| Total en su carrera               | Total en su carrera | Total en su carrera | 141   | 37    | 6                | 2                | 0                     | 0                     | 147   | 39    | 0.27  |